# Плуване за бебета
Понятието „плуване за бебета“ произхожда от САЩ. Използва се именно плуване, а не „къпане“, тъй като бебето полага усилия само да се придвижи, въпреки че реално не би могло да се задържи и придвижи самостоятелно във водата продължително време. Плуването за бебета предполага занимания във вода с бебето, неговите родители и инструктор. В държави като САЩ, Русия, Германия и други заниманията във вода за бебета са разпространени още преди десетилетия и се практикуват най-често в специални клубове. В България плуването за бебета все още не е набрало голяма популярност, въпреки безспорните положителни ефекти върху развитието на децата. Чрез заниманията във вода от самото начало бебетата биват насърчавани да се развиват. Основният стремеж е преди всичко бебето да изпитва удоволствие във водата.

## Въздействие на водата върху бебето
1. Стимулиране на развитието на моториката
  - бебетата плувци се научават по-добре да управляват и координират движенията си
  - от рано разполагат с по-голям радиус на действие
  - развиват по-добро усещане за баланс и разположение на тялото
2. Стимулиране на интелекта
  - бебетата плувци показват по-добра концентрация
  - при тях от по-рано проличават креативност и фантазия
  - в по-късна възраст хората, които като бебета са имали водни занимания, показват по-високи резултати на тестовете за интелигентност
  - реагират по-бързо
3. Стимулиране на социалното общуване
  - бебетата плувци обичат да контактуват с други хора и сами инициират контакт с тях
  - развива се целеустеменост, самостоятелност, самочувствие и доверие в собствените способности
  - по-мотивирани са в трудни ситуации
  - приспособяват се по-бързо и лесно в необичайни и непознати ситуации

## Плуване във вана
Плуването за бебета стартира от ваната у дома. Причината за това е, че в началото целта е бебето да се запознае с водата и да се научи да бъде в хармония с нея. В домашна обстановка родителите се учат как правилно да изпълняват упражненията във вода и самите те да преодолеят естествения страх дали ще се справят.

## Плуване в басейн
Към плуването в басейн обикновено се преминава след навършване на 6 месеца на бебето, в случаите, когато то вече е запознато с водата у дома и е усвоило елементарни упражнения. Смята се, че след половин годинка детето е емоционално по-зряло и би могло да понесе срещата с други бебета и майки в шумна среда. На 6 месеца и по-късно след предварителна подготовка у дома за него по-ниската температура на водата в басейна няма да е неприятна.